# Claude Joseph Vernet
Claude Joseph Vernet (født 14. august 1714 i Avignon, død 3. december 1789 i Paris) var en fransk maler. Han var far til Carle Vernet.
Vernet studerede under faren, Antoine Vernet (1689—1753; tre andre af hans sønner blev også malere) og fra 1734 i Rom under Adrien Manglard med flere, landskabskunst særlig under Giovanni Paolo Panini og Francesco Solimena. Hjemkommen 1753 til Frankrig, samme år akademimedlem på Solnedgang over havet (brændt 1870), fik han af kongen bestilling på at male de franske havne. Denne serie der kom til Louvre viser ham som en dygtig kunstner, i besiddelse af større kraft, sundhed og sandhed end samtidens andre landskabsmalere, således især fra hans første tid ved indtrængende luft- og lysstudier, der peger hen imod Jean-Baptiste Camille Corot, hans landskaber og søstykker med den rige og levende staffage og stærke lysvirkning bygger på overleveringen fra Claude Lorrains kunst; med tiden blev hans produktion jo nok lidt fabrikmæssig. sønnesønnen Horace Vernet malede i et billede der findes i Musée Calvet i Avignon med Joseph Vernet bundet til masten for bedre at kunne studere elementernes rasen efter en overleveret fortælling. Talrige af hans arbejder er gengivne i stik; selv har han raderet noget. Billeder af Claude Joseph Vernet findes rundt om i franske og udenlandske museer. Statens Museum for Kunst har maleriet Bjerglandskab med en flod, skænket 1926, og to havnestykker findes i Gavnøs malerisamling.

## Galleri
- Claude Joseph Vernet, Bjerglandskab med en flod, 1770, Statens Museum for Kunst
- Claude Joseph Vernet, Skibbrydet, 1772, National Gallery of Art
- Horace Vernet, Joseph Vernet bundet til masten studerer virkningerne af stormen, 1822, Musée Calvet.